# Vámfalu
Vámfalu (románul: Vama) település Romániában, Szatmár megyében.

## Fekvése
Szatmár megye keleti részén, az Avas-hegységben található.

## Története
1490-ben Wamfalw néven említik először a korabeli oklevelek, ekkor már a Szinéri uradalom-hoz tartozott, és ennek sorsában osztozott egészen a XVII. századig.
1615-ben részbirtokosa Deregnyei Daróczy Ferenc volt, s leányágon a Lónyay család birtoka volt.
1700-as években több birtokos is osztozik rajta: Birtokosa ekkor a Lónyay, Linker, Eötvös, Vetéssy, Bay, Korda, Péchy, Dálnoki, Medve, Nagy, és Samu család.
1717-ben Viszocsányi Sándor is részbirtokos a településen.
Az 1800-as évek közepéig a Lónyay család birtoka volt.
A falu 1826-ban, egy nagy tűzvészben leégett.
A 20. század elején gróf Vay Gábor, Vámfalvi Jónás és Szentiványi Gyula birtoka volt.
Vámfalu határában volt a Büdössár fürdő, mely kitűnő gyógyhatású iszapfürdő, melynek természetes, erősen kénes vize csúzos bántalmakra kitűnő hatású.
A falu fölött emelkedik Mike-bérc, melyből a Tálna-patak ered.

## Nevezetességek
- Református templom – 1826-ban épült.
- Görögkatolikus templom – 1848-ban épült.